# Nick Ut
Nick Ut Cong Huynh, conhecido profissionalmente como Huynh Công Út ou  Nick Ut (Long An, 29 de março de 1951) é um fotógrafo vietnamita, naturalizado estadunidense.

## Biografia

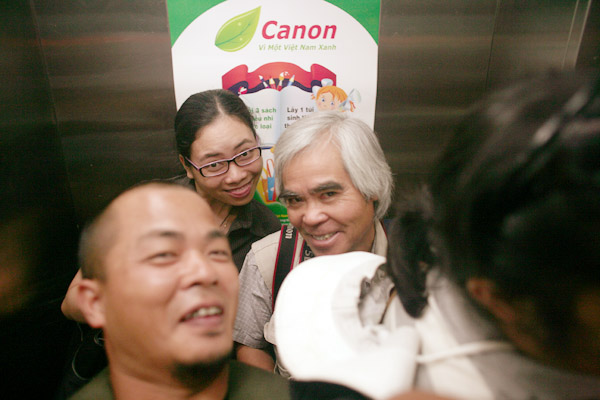
Nick Ut (de cabelo branco) cercados por alunos

Sua carreira como fotógrafo começou aos 14 anos de idade, logo após a morte no seu irmão, também fotógrafo e contratado da Associated Press (AP). Aos 16 anos, entrou para a AP como repórter fotográfico para cobrir a Guerra do Vietnã.
Foi da sua Leica o registro de uma das imagens iconográficas do século XX, quando no dia 8 de junho de 1972, fotografou a jovem Phan Thị Kim Phúc (então com de 9 anos) fugindo, nua, de um ataque de napalm em sua aldeia, Trảng Bàng. A fotografia lhe rendeu os prêmios: World Press Photo de 1972 e o Pulitzer de Reportagem Fotográfica de 1973.
Após o final da guerra, mudou-se para os Estados Unidos, onde fotografou eventos históricos, como terremotos e o Caso  O.J. Simpson, além de cobrir o dia-a-dia de celebridades. Também trabalhou no Japão e cobriu alguns dos conflitos entre as Coreias (do Norte e do Sul).